# ボラト (ジョチ家)
ボラト・ハン（بولاد būlād、? - 1410年）は、バトゥ家断絶後のジョチ・ウルスのハン。トカ・テムル系ノムカン王家の出で、先々代のハンテムル・クトルクの子にあたる。プーラード、プラドとも。
マングト部のエディゲによって推戴された傀儡ハンの一人。

## 概要
ボラトはジョチの十三男トカ・テムルの末裔で、トカ・テムルの孫のノムカンを始祖とする「ノムカン家」の出身であった。ノムカン家のテムル・ベクはオロス・ハンの没後にオルダ・ウルスでハンに即位しており、テムル・ベクの子のテムル・クトルクの子がボラトとなる。
テムル・ベクはトクタミシュ・ハンに敗れて亡くなり、トクタミシュはジョチ・ウルスの再統一を達成するも、南方のティムールと対立して没落した。トクタミシュの没落後に台頭してきたのがマングト部のエディゲで、エディゲはテムル・ベクと自身の妹の子であるテムル・クトルクを擁立し、バトゥ・ウルスの大部分を支配した。
テムル・クトルクの没後にエディゲはその従兄弟にあたるシャディ・ベクを擁立したが、シャディ・ベクはエディゲを排斥しようとしたために逆にエディゲによって殺されてしまった。シャディ・ベクの死後にエディゲが擁立したがのがボラト・ハンであり、ヒジュラ暦812年（1409年-1410年）にティムール朝のシャー・ルフの下に使者を派遣したことが記録されている。
しかし、その翌年のヒジュラ暦813年（1410年-1411年）に息子を残さず急逝してしまったため、ハン位は弟のテムル・ハンに移ることになった。

## トカ・テムル系ノムカン王家
- ジョチ(Jöči ＞朮赤/zhúchì,جوچى خان/jūchī khān)
  - トカ・テムル(Toqa temür ＞توقا تیمور/tūqā tīmūr)
    - キン・テムル(Kin temür ＞کين تيمور/kīn tīmūr)
      - アバイ(Abai ＞اباي/abāy)
        - ノムカン(Nomuqan ＞نومقان/nūmuqān)
          - クトルク・テムル(Qutluq temür ＞قتلق تيمور/qutluq tīmūr)
            - テムル・ベク・ハン(Temür beg qan ＞تيمور بيک خان/tīmūr bīk khān)
              - テムル・クトルク・ハン(Temür qutluq qan ＞تيمور قتلق خان/tīmūr qutluq khān)
                - ボラト・ハン(Bolad qan ＞بولاد/būlād)
                - テムル・ハン(Temür qan ＞تيمور خان/tīmūr khān)
                  - クチュク・ムハンマド(Küčük muḥammad qan ＞کوچوک محمد/kūchūk muḥammad)
                    - マフムード・ハン(Maḥmūd qan ＞محمود خان/maḥmūd khān)⇒アストラハン・ハン国
                    - アフマド・ハン(Aḥmad qan ＞احمد خان/aḥmad khān)⇒大オルダ

            - クトル・ベク(Qutlu beg ＞قوتلو بيک/qūtlū bīk)
              - シャディ・ベク・ハン(Šadi beg qan ＞شادی بيک خان/shādī bīk khān)